# Charles Bouchardeau
Pour les articles homonymes, voir Bouchardeau.
Charles Bouchardeau était un prieur et un poète français du milieu du XVIIe siècle appartenant au courant des Précieux.

## Biographie
Charles Bouchardeau est fils de Guillaume I Bouchardeau, sieur du Chapitre (Breuillet (Essonne), bourgeois de Paris, titulaire de la mense abbatiale de Saint-Germain-des-Prés et receveur général de cette abbaye. Il eut, entre autres, un frère, Guillaume II.
Charles est d'abord avocat au Parlement de Paris, et porte le titre de "sieur de Préfontaines". Il a tenu plusieurs bénéfices de Prieures et de chapellenies qui ont parfois été échangées avec son frère Guillaume II : Notre-Dame de la Nef en l'église collégiale Saint-Pierre-la-Cour du Mans, Sainte-Anne en l'église cathédrale de la même ville, Saint-Nicolas de Boullars au diocèse de Meaux, Notre-Dame de Neuffontaines (Oise) au diocèse de Soissons, Notre-Dame de Beu-la-Viéville (entre Houdan et Dreux), cette dernière tenue par Charles entre 1655 et 1660 au moins. En avril 1660 au plus tard, il est prêtre de la chapelle troglodyte de Notre-Dame du Bon Refuge à Barjols (Var). Il a souvent été représenté par son frère Guillaume II pour gérer ses affaires parisiennes. En octobre 1661 celui-ci lui offre une rente sacerdotale de 150 lt. Enfin, en 1665, Charles est prieur de Saint-Martin-du-Péan au diocèse de Chartres. Il demeure en 1655 quai de la Mégisserie, en 1659 rue Pouletière en l'Île Saint-Louis et vers 1660 rue de Bièvre.
Outre son activité de poète de salon, on sait qu'il a été impliqué comme coéditeur dans la publication du premier livre des Airs de Michel Lambert, en 1659-1660, en même temps que Bertrand de Bacilly, également prieur.
Il a fréquenté les salons parisiens précieux, et est cité par un adversaire littéraire du Parnasse Galant, Antoine Baudeau de Somaize, dans deux de ses écrits : il indique dans son Grand Dictionnaire des précieuses (1660) que Bouchardeau était connu sous le nom de « Buséus » dans la société des précieux  ; il évoque à nouveau le « sévère Bouchardeau » dans La Pompe funèbre de Scarron (Paris, 1660).

## Œuvres

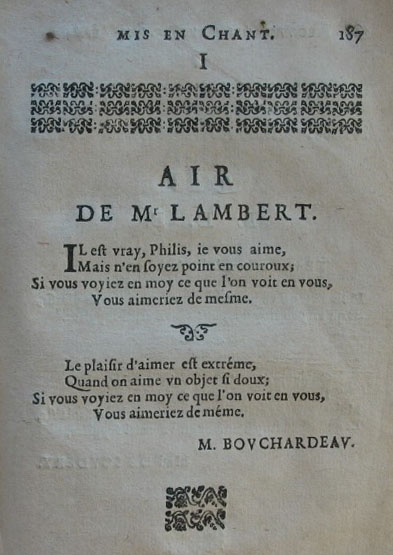
Un air de Bouchardeau extrait des Recueils de vers mis en chant (1661).

Bouchardeau est aussi un poète dont la production est très réduite. On a identifié de lui dix-huit pièces dans les Recueils de vers mis en chant compilés par Bacilly vers 1661-1668. Dix de ces airs ont été mis en musique par Michel Lambert (qu'il connaissait visiblement très bien puisqu'il coédite aussi son livre d'airs de 1660), d'autres par Jean-Baptiste Boësset, Louis Couperin ou lui-même. Ces vers, d'une élégance toute classique, ont sans doute été plus connus par l'intermédiaire de la musique de Michel Lambert que pour eux-mêmes ; ils peuvent être datés de la période 1658-1667 environ.
Certaines de ses œuvres avaient déjà été repérées par Frédéric Lachèvre ; elles sont également évoquées dans des travaux musicologiques récents.
On peut voir dans la base Philidor du CMBV le fac-similé et la transcription de plusieurs de ses vers mis en musique par divers musiciens :
- Pourquoi faut-il belle inhumaine par Lambert[7] ;
- Que me sert-il d’être fidèle par Lambert[8] ;
- D’un feu secret par Lambert[9] ;
- Quand on voit finir par J.-B. Boesset[10] ;
- Puisque par un arrêt du sort par Lambert[11] ;
- J’aimerais mieux souffrir par Lambert[12] ;
- Après avoir langui tant de jours par Cambert[13] ;
- J’aimais, j’étais aimé par Lambert[14].

## Anecdote
Ainsi popularisés, les vers composés par Bouchardeau bénéficièrent d'une diffusion notable dont l'on retrouve la trace jusque dans la campagne berrichonne. Les registres paroissiaux de la localité rurale de Concremiers contiennent la copie manuscrite des paroles d'un madrigal de Bouchardeau avec sa partition musicale par Lambert. Cette transcription semble avoir été réalisée vers 1681 :
« D'un feu secret je me sens consumer
Sans pouvoir soulager le mal qui me possède ;
Je pourrois bien guérir si je cessois d'aymer,
Mais j'ayme mieux le mal que le remède.
Quand je mourrois, pourroit-on me blasmer ?
Qui commence d'aymer, ne doit-il pas poursuivre ?
Quand on sçaura, Philis, que j'ay cessé d'aymer,
On sçaura bien que j'ay cessé de vivre. »

## Sources
- Laurent Guillo et Frédéric Michel. « Nouveaux documents sur le maître de chant Bertrand de Bacilly (1621-1690) » in Revue de musicologie 97/2 (2011) p. 269-327.
- Laurent Guillo, Les recueils de vers mis en chant (1661-1680) : dépouillement des dix-huit sources connues. Versailles : CMBV, 2004. (Cahiers Philidor, 28), consultable en PDF sur le site du CMBV.
- Antoine Baudeau, sieur de Somaize. Le Dictionnaire des précieuses... nouvelle éd. augmentée de divers opuscules du même auteur... et d'une Clef historique et anecdotique par M. Ch.-L. [Charles Louis] Livet. Paris : 1856.
- Frédéric Lachèvre. Bibliographie des recueils collectifs de poésies publiés de 1597 à 1700. Paris, Henry Leclerc, 1903.
- Anne-Madeleine Goulet. Paroles de musique (1658-1694) : catalogue des "Livres d'airs de différents auteurs". Versailles : CMBV et Liège : Mardaga, 2007.
- Catherine Massip. L'art de bien chanter : Michel Lambert (1610-1696). Paris : Société française de musicologie, 1999.